# Pańszczycka Turnia

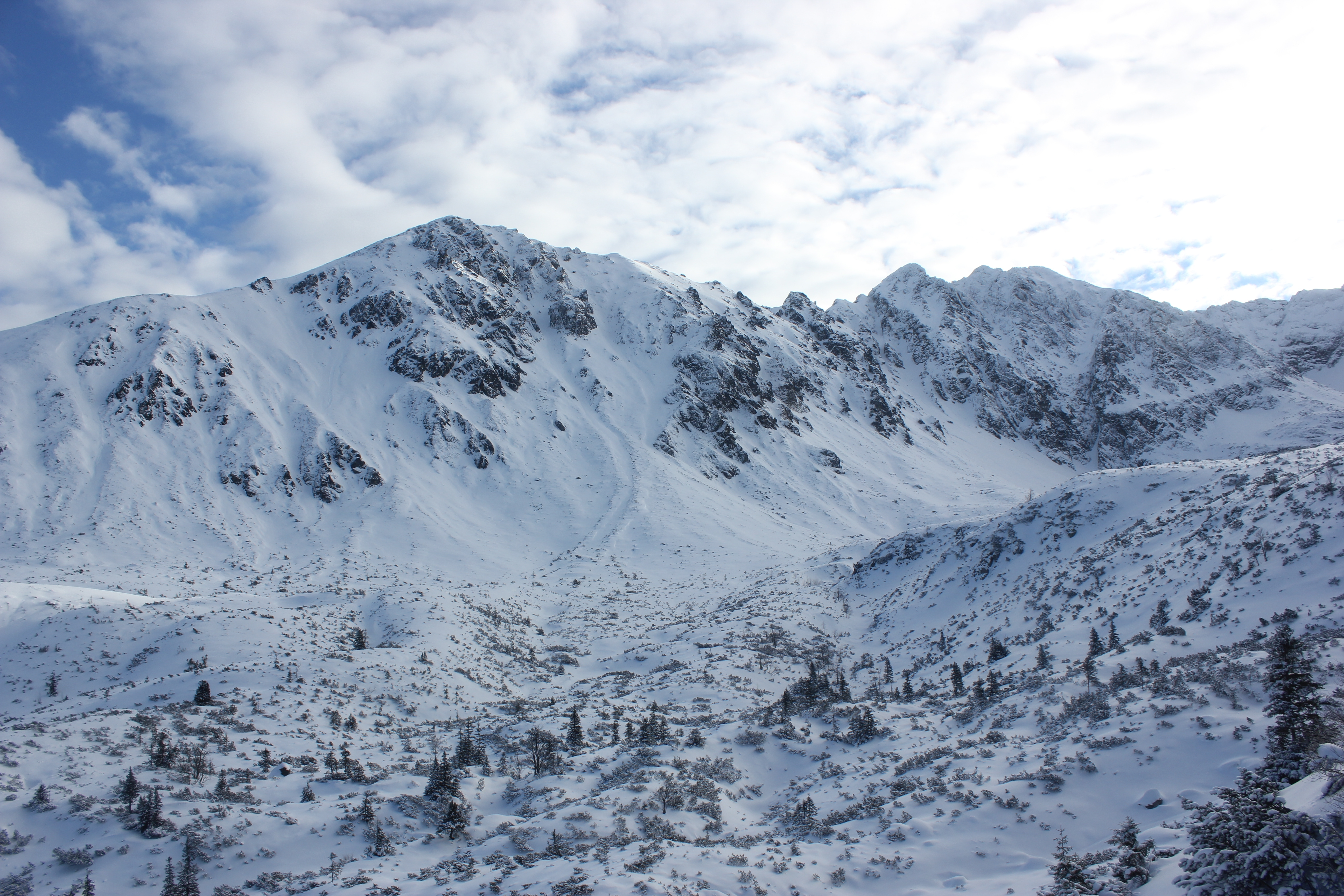
Blick von der Alm Hala Gąsienicowa

Die Pańszczycka Turnia ist ein Berg in der polnischen Hohen Tatra mit 2105 m n.p.m. im Massiv der Grań Żółtej Turni. Auf dem Gipfel verläuft die Grenze zwischen den Gemeinden Zakopane im Süden und Poronin, konkret den Ortsteil Murzasichle im Norden, in der Woiwodschaft Kleinpolen im Landkreis Powiat Tatrzański.

## Lage und Umgebung
Unterhalb des Gipfels liegen die Täler Dolina Pańszczyca im Norden und Dolina Czarna Gąsienicowa im Süden. 
Vom Gipfel Żółta Turnia im Westen wird die Pańszczycka Turnia durch den Bergpass Żółta Przełęcz und von dem Gipfel Wierch pod Fajki im Osten durch den Bergpass Przełączka pod Fajki getrennt. 

## Etymologie
Der polnische Name Pańszczycka Turnia lässt sich als Pańszczycka Turm übersetzen. Er rührt von dem nahe gelegenen Tal Dolina Pańszczyca her.

## Flora und Fauna
Trotz seiner Höhe besitzt die Pańszczycka Turnia eine bunte Flora und Fauna. Es treten zahlreiche Pflanzenarten auf, insbesondere hochalpine Blumen und Gräser. Neben Insekten und Weichtieren sowie Raubvögeln besuchen auch Bären, Murmeltiere und Gämsen den Gipfel.

## Tourismus
Die Pańszczycka Turnia ist bei Kletterern beliebt. Auf den Gipfel führt jedoch kein Wanderweg. Als Ausgangspunkt für eine Besteigung aus den Tälern eignet sich die Berghütte Schronisko PTTK Murowaniec.

## Belege
- Zofia Radwańska-Paryska, Witold Henryk Paryski: Wielka encyklopedia tatrzańska. Poronin, Wyd. Górskie, 2004, ISBN 83-7104-009-1.
- Tatry Wysokie słowackie i polskie. Mapa turystyczna 1:25.000, Warszawa, 2005/06, Polkart, ISBN 83-87873-26-8.